# James Amado
James Amado (Ilhéus, 31 de março de 1922 — Salvador, 1º de dezembro de 2013) foi um sociólogo, cientista político, escritor, tradutor e editor, brasileiro, imortal da cadeira número 27 da Academia de Letras da Bahia.

## Biografia
Nascido em 1922, era formado em sociologia e política, também atuou como tradutor e pesquisador. Casou três vezes, com a poeta Jacinta Passos, com Gisela Magalhães e com Luiza Ramos Amado, filha do escritor Graciliano Ramos. Ele deixa quatro filhos e sete netos.  
Imortal da Academia de Letras da Bahia, cadeira 27, entre as suas principais obras estão a escrita dos romances Chamado do Mar e O Levante do Posto, sendo o primeiro tido como um estudo sociológico da cidade de Ilhéus, seu tema predileto. Além disso, contribuiu para o resgate da obra de Gregório de Matos com a organização e edição de diversos livros sobre o poeta baiano.  
Morreu em Salvador aos 91 anos, em 1º de dezembro de 2013.  